# Alexei Lwowitsch Rybnikow

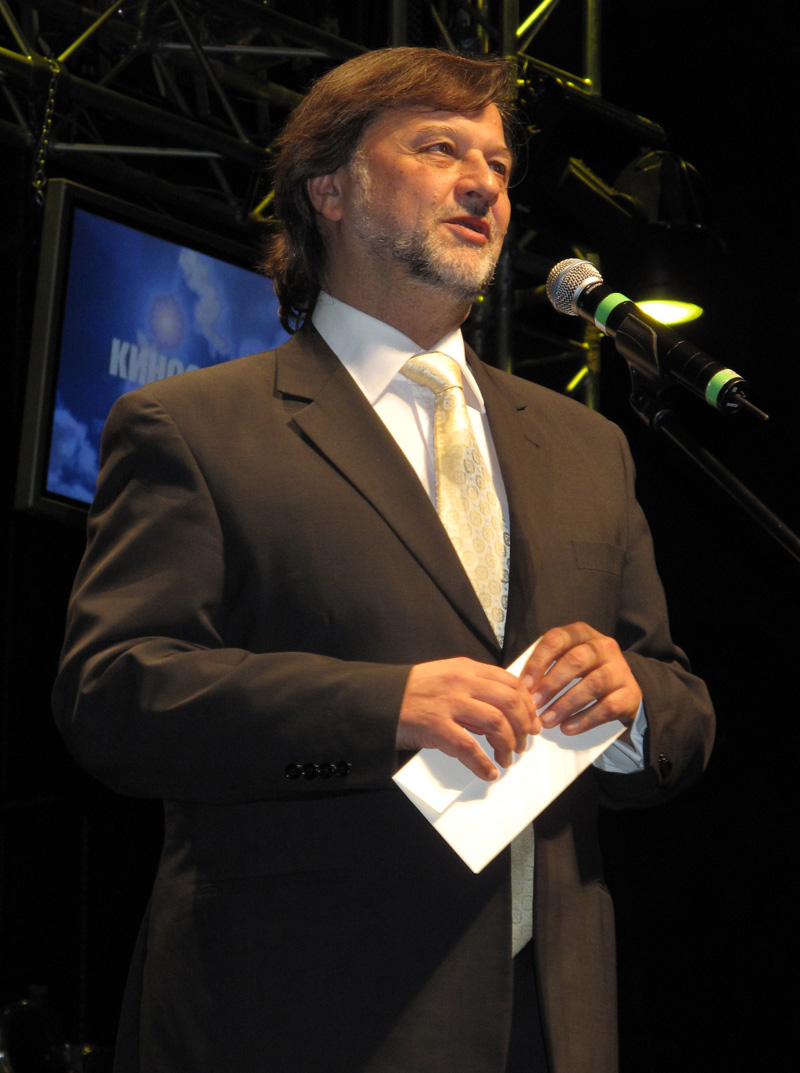
Alexei Lwowitsch Rybnikow (2008)

Alexei Lwowitsch Rybnikow (russisch Алексей Львович Рыбников; * 17. Juli 1945 in Moskau) ist ein russischer Komponist.

## Leben
Im Kindesalter von acht Jahren schrieb Alexei Rybnikow bereits Kompositionen für Klavier sowie Filmmusik für eine Filmversion Der Dieb von Bagdad. Seitdem hat er die Musik für über hundert Filme geschrieben und war im Einzelfall auch am Drehbuch beteiligt.
Im Jahr 1980 komponierte er die Rockoper Juno und Avos (ru: Юнона и Авось), eine Mixtur aus Mystik, Rock und Erotik. Das erfolgreiche Stück (Hunderte von Nachinszenierungen weltweit) thematisierte die Idee des russischen Entdeckers Nikolai Petrowitsch Resanow, im 19. Jahrhundert eine Handelsbrücke zwischen Russland und Amerika aufzubauen. Es spiegelte die russische Sehnsucht nach einer Öffnung nach Westen in der Sowjetunion der Vor-Glasnost-Ära. Das Libretto stammte von dem bekannten Dichter Andrej Wosnessenski. Rybnikow verband in seiner Oper slawische Kirchengesänge mit Synthesizerklängen, Rock, russischer Folklore und Webberschen Musical-Hymnen und erzielte mit diesem Werk einen durchschlagenden Erfolg am Lenkom-Theater des sowjetischen Jugendverbands.
Im Jahr 2006 war Rybnikow Präsident des Festivals „Des Theaters Herz ist die Musik“ in Moskau (2.–16. Februar 2006) mit 25 Inszenierungen aus Moskau, Sankt Petersburg und Belarus der Genres Musical, Rockoper, Operette und musikalisches Theaterspiel für Kinder.
Speziell zum Nationalfeiertag „Tag Russlands“ am 12. Juni 2008 komponierte Rybnikow seine Sechste Sinfonie für das Abschlusskonzert des dritten „Festival der besten Sinfonieorchester der Welt“. Hierzu sagte der Komponist: „Meine Symphonie ist dem Tag Russlands gewidmet. Russland hat in den letzten hundert Jahren einen Weg zurückgelegt, der voll von Tragödien, Kämpfen und herrlichen Siegen war. Darum liegt es mir in erster Linie daran, dass die Symphonie die Menschen emotional berührt.“ Die Frankfurter Allgemeine Zeitung schrieb hierzu: „Das ‚Vereinte russische Symphonieorchester‘ mit Instrumentalisten aus dreißig verschiedenen Landesteilen gibt die sechste Symphonie von Alexej Rybnikow, ein bombastisches Opus in E-Dur, das in filmmusikalischem Idiom Licht und Finsternis miteinander kämpfen lässt. Breite Streicherkantilenen werden zerrissen von Paukenschlägen und Posaunengeheul, dann vom Hoffnungsschimmer der Celestatupfer und von Flageolettteppichen überstrahlt. Pflichtschuldige Begeisterung für den unausweichlichen Triumph in vier Sätzen. In Moskau dient Musik wieder der kollektiven Verschmelzung.“

## Auszeichnungen
Für seine Mitarbeit am Film Zvezda (2002) erhielt er 2002 den Goldenen Widder der russischen Filmkritiker (Russian Guild of Film Critics) für die beste Filmmusik und im Folgejahr 2003 den russischen Nika-Preis für die beste Musik. 2006 wurde er mit dem Orden der Freundschaft, 2010 mit dem Orden der Ehre und 2016 mit dem Verdienstorden für das Vaterland IV. Klasse ausgezeichnet. Ein Asteroid wurde 2015 nach ihm benannt: (583972) Rybnikov.

## Filmografie (Auswahl)
- 1974: Ein kosmisches Experiment (Bolschoje kosmitscheskoje puteschestwije)
- 1979: Genau jener Münchhausen (Тот самый Мюнхгаузен)
- 1982: Stern und Tod des Joaquin Murieta (Звезда и смерть Хоакина Мурьеты)
- 1983: Kühne Recken von Nowgorod (Василий Буслаев)
- 2002: Todeskommando Russland 2 (Звезда)
- 2007: 1612 – Angriff der Kreuzritter (1612: Хроники смутного времени)